# 二哥来了怎么办
《二哥来了怎么办》（英語：Hi Brothers），2021年中国大陆喜剧片，郑芬芬执导和编剧，主演胡先煦、邓恩熙、郑伟、代乐乐、陈希圣、哈妮克孜。

## 演员
- 胡先煦
- 邓恩熙
- 郑伟
- 代乐乐
- 陈希圣
- 哈妮克孜

## 上映
2021年7月16日，《二哥来了怎么办》在中国大陆上映。
该片反响平平，评论不佳。